# Дитрих IV (Холандия)
Дитрих IV Холандски (на нидерландски: Dirk IV van Holland; на немски: Dietrich IV von Holland; на латински: Theodricus IV; * ок. 1020/1030; † 13 януари 1049, Дордрехт) от род Герулфинги, е от 1039 до 1049 г. граф на Холандия.

## Биография
Той е големият син на граф Дитрих III Холандски-Йерусалимски († 1039) и съпругата му Отелендис фон Халденслебен († 1044), дъщеря на херцог Бернхард I от Саксония.
Дитрих IV последва баща си през 1039 г. като граф на Холандия, продължава политиката на баща си и разширява могъщността на графовете в Южна Холандия. Дитрих IV продължава войните против Фризия и Утрехт. Това му води конфликти с епископите на Утрехт, Лиеж и Мец.
През 1046 той въстава с Фландрия и Хенегау. Същата година император Хайнрих III предприема поход против Дитрих. През 1047 г. Дитрих IV се включва във въстанието на Готфрид III Брадатия против императора. Той марширува отново в Холандия, но заради големи загуби се оттегля.
През 1049 г. Дитрих IV има отново конфликти с епископите, които окупират Дордрехт. Дитрих успява отново да спечели града. На 13 януари 1049 г. Дитрих IV е нападнат и убит от епископската войска близо до Дордрехт. Понеже Дитрих IV не е женен, е наследен от по-малкия му брат Флорис I († 1061). Дитрих е погребан в манастир Егмонд.